# 第二次四平战役
第二次四平战役，也称二战四平或四平街保卫战，是第二次国共内战中东北國民革命軍与东北民主联军发生的战役。

## 战前部署
1945年9月9日，日本正式投降。10月30日，蒋介石任命杜聿明为东北保安司令长官，调遣经过对日作战的中国远征军及其它国军精锐进军东北，这些国军大部分美式装备，经过美军训练。31日，来到东北的八路軍、新四軍部队和当地的东北抗日联军等整编为东北人民自治军（后称东北民主联军），已经6年半没带过兵的林彪任司令。
10月23日，中共中央指示东北局：“竭尽全力，霸占全东北。”高岗说：“‘沟子（股沟）’靠着苏联，只要把脸面前海上陆上几个口子一堵，东北就是我们的了！”。11月21日，林彪表示不同意见：“应准备放弃锦州以及以北二三百里让敌拉长分散后，再选弱点突击”，毛澤東指示林彪“死守四平，寸土必争”，“化四平为马德里”，林彪回电表示执行中央决定“进行大规模的歼灭战”。
1945年11月，东北局领导人彭真和林彪发生意见分歧，林彪不顾彭真的反对，采纳黄克诚的意见放弃城市，率部撤出沈阳、绥中、兴城、锦西等地。当天，苏联军队就将中长铁路以及沿线城市全部移交给了国軍。1945年底，国共美三方开始和平谈判，中共中央对于东北的战略决策趋向和平解决。11月28日，毛泽东代表中共中央起草《建立巩固的东北根据地》的指示，建议建立根据地，整训部队，建立地方武装，以备翌年春天的决战。1946年1月10日，国共代表張群和周恩来在《关于停止国内军事冲突的命令和声明》上签字，国共双方达成停战协议，时间定为1月13日24时。1月26日中共中央致电东北局《中央关于目前东北工作的方针问题给东北局的指示》：“……我党目前对东北的方针，应该是力求和平解决，力求国民党承认我党在东北一定合法地位的条件下与国民党合作，实现民主改革，和平建设东北，在目前国际国内形势下，只有这个方针才是正确的”“……在军事上我应采取完全防御的姿态，不应有任何进攻挑衅的行为，在完全防御的有理的条件下来击败蒋军的进攻。”。
1946年3月13日，苏联军队从四平撤出。3月17日，中共调集军队1万余人攻克四平市，击毙守军500余人，俘获国民政府遼北省主席刘翰东及其各厅、处官职人员150余人和警察总队官兵3000余人，辽北省政府顷刻瓦解。此为“一战四平”。
从3月18日开始，国军分兵三路同时向南、向东、向北推进。3月19日，四平外围战斗打响。南路新六军主力由台安以南之新开河向辽阳进攻；北路新一军沿中长路两侧北进，并于3月24日占领铁岭；东路第五十二军从沈阳沿浑河两岸向抚顺进攻。3月25日，中共释放刘翰东、徐鼐等辽北省政府要员。刘翰东等人经海参崴于27日飞赴锦州。在中共军调代表的坚持下，国、共、美三人军事会议（美方马歇尔回国述职，由吉伦中将代表）于3月27日在重庆签订了《调处东北停战的协议》。 军调部派出3个停战小组到东北调停。蒋介石限令新一军在调停开始前的4月2日攻占四平。

## 经过
4月2日后，熊式辉令梁华盛前进指挥新一军、七十一军，由开原、沈阳法库向四平进攻，东北民主联军主力于四平以南地区实施运动防御。4月7日，新一军新38师在兴隆泉、柳条沟一线钻进了新四军三师八旅、十旅、独立旅和山东第一师的伏击圈，损失了800余人，此即兴隆泉战斗。同样在4月7日这天，新一军第50师在进攻朝阳堡时也遭到了三师第十九团猛烈反击，一天之内伤亡了400余人。新一军在昌图县以北进攻无望，梁华盛要求东北行辕增援，被熊式辉撤换为郑洞国担任前进指挥。郑洞国4月10日到开原县的前进指挥所，请求调来了第52军第195师，把前进指挥所由昌图前推至双庙子，部署为：
- 新一军：继续沿中长铁路进攻四平；以第50师为第一梯队，一度攻入四平市区，被歼灭两个营后，改以新30师主攻，新38师从老四平出击四平市西北迂回助攻。但新30师顾虑重重，正面无进展形成对峙。
- 七十一军（欠第88师）：进攻八面城、老四平；
- 第52军第195师：担任预备队，在新一军与七十一军之间前进，随时准备策应两军。

4月15日，東北民主聯軍在金家屯以外大洼歼灭七十一军第87师先头团，并将全师击溃，歼灭4300多人，师长黄炎南逃。即“大洼战斗”。当晚共军撤出，4月16日国军进驻大洼。
東北民主聯軍两个团保卫四平市区：万毅部队五十六团负责铁道东；马仁兴保安第一旅一团负责铁道西，防御阵地东面自铁道，西面至海丰屯。一战四平之后，保安第一旅旅部在路西区电业大楼成立四平卫戍司令部，马仁兴（保一旅旅长）为司令员，刘瑞森（辽西一地委书记）为政委，邓忠仁（辽西二分区副司令）、左叶（辽西二分区副司令）为副司令员，杨骥（保一旅政治部主任）为政治部主任，黄云波（保一旅参谋长）为参谋长，王玉峰（辽西二分区参谋长）为参谋处长。
东北民主联军于4月17号正式开始四平保卫战。4月18日新一军向四平西南和南郊的海方屯（海丰屯）、泊罗林子（玻林子）、南北鸭泡湖、西北郊的三道林子制高点等阵地发动了猛烈进攻。东北民主联军在四平市只能像以前“中央苏区”第五次反围剿一样打阵地防御战，未能发挥运动战优势。国军没有想到東北民主聯軍会坚守四平，逐次添加兵力进攻亦使进攻效率未能达到最高。20日，国防部长白崇禧抵四平前线，明白东北民主联军意在坚守，遂集中各方向部队迂回围攻四平。4月20日新一军50师调集一百门大小火炮，向玻林子阵地猛烈轰击4天。4月24日，新一军新38师加强了炮兵火力，共军阵地上一天内落下3000余发大口径炮弹。
4月28日，中共中央电示“坚守在四平的指战员，政工人员；为和平民主，你们坚守四平甚为英勇，特传令嘉奖。望你们再接再励，坚守到最后胜利。把四平变成‘马德里’。”。5月1日，中共中央电示林彪：“蒋介石已拒绝马歇尔、民盟和我党三方面同意的停战方案，坚持要打到长春。因此我们必须在四平、本溪两处坚持奋战，将两处顽军打得精疲力竭，消耗其兵力，挫折其锐气……那时便可能求得有利于我之和平。力戒轻敌，每站必须集结全力打敌一点，以期必胜”。
蒋中正通过军调部提出东北停战和平条件：“哈尔滨共管，长春、沈阳归国府”。杜聿明认为先解决本溪，才能全力北攻四平。令新到的六十军接替滇军六十军接替五十二军守护锦州到鞍山、海城的交通线；集中新六军（欠青年军207师）、71军88师等5个师的兵力于1946年4月28日第三次进攻本溪，并占领本溪。随即令五十二军作为预备队调四平前线；新六军北上；七十一军也整补完毕。
随着战役形势发展，林彪判断杜聿明有可能把新六军从本溪前线调来，暂时放弃对南满的进攻，决定把三纵队从南满调到开原、昌图侧翼，阻击新六军北上；参加解放长春的杨国夫的第七师，开赴公主岭、四平；在北满大后方剿匪的三五九旅开四平；万毅七纵守塔子山，山东七师与新四军七旅守三道林子北山，山东一、二师与新四军三师其他部队在四平以西对付七十一军。
5月15日，国军分为右、中、三路发起总攻：
- 右路新六军军长廖耀湘指挥新6军第14师、第22师和七十一军之第88师、五十二军第195师，沿开原至西丰及开原至叶赫两条公路前进，向四平以东进攻。在莲花街遭到民主联军第三纵队截击，但新六军发挥摩托化优势，以小部队与共军胶着，大部队乘600辆卡车北进，冲破了第三纵队防线，进入四平东侧，相继占领西丰县城与四梅铁路上的平岗车站，随后西进于5月17日18时占领哈福车站、火石岭，从而与中路第50师联手猛攻四平制高点海拔400米的塔子山。廖耀湘军长带领精锐新编第6军向东迂回攻击四平，65團在威遠堡打垮了東北民主聯軍第三縱隊主力，连连攻破阻挡的守军，占领重要高地塔子山[8]。
- 中路新一军3个师正面攻击。仅有第50师进攻258高地有进展。
- 左路七十一军的87师、91师两个师向四平以西攻击，威胁侧翼。数次进攻均无进展
- 第60军182师担任四平以南的护路任务。在进攻中，廖耀湘的新6军等部进攻最为得力。

5月17日，见势不妙的林彪向中央发电要求全线撤退，并下令“塔子山尽可能再支持一天”。当晚林彪获悉哈福车站失守后，下令“塔子山守军最少明天要顶半天，不惜一切牺牲”。林彪叫来陈沂和陈正人（东北民主联军总政主任）草拟发给全军指战员的关于四平撤退的通令。林彪果断决定，山东七师于三道林子北山，新四军七旅于四平东南高地掩护全线撤退。
5月18日入夜，迟迟得不到毛撤军指令的林彪命令各部队当晚24时前撤出四平。林电示中央：
敌本日以飞机大炮坦克掩护步兵猛攻，城东北主要阵地失守，无法挽回，守城部队处于被敌切断的威胁下，现正进行退出战斗。
林彪发出电报没得到命令即自行下令撤军，次日毛泽东“补”了同意撤退的电报。

东北民主联军于5月18日晚撤出四平前线阵地。5月19日国军进入四平市区。经过32个日夜的四平保卫战结束。5月19日上午，保一旅第一团第三营在蔡家车站与国军打了一仗，掩护其他部队通过东辽河，随后撤向小城子。

## 战后
共军的统计数据，四平保卫战历时31天，歼灭国军1万7千余人，其中新一军损失6,000余人，七十一军87师大部被歼，91师4个营被打垮；五十二军196师伤亡三分之一以上。东北民主联军总伤亡1.5万人，其中西满四个旅及地方部队伤亡7,000左右，新四军三师第7、10旅连排干部换了三次，部分营级干部换了三次。 
四平撤守后，5月19日毛泽东电示，要求东北局和林彪立即布置保卫长春：“长春卫戍部队应立即开始布置守城作战，准备独立坚守一个月，不靠主力援助，而我主力则将在敌人两侧及远后方行动。”罗荣桓抱病于5月19日赶到范家屯，参见东北局范家屯会议。罗荣桓明确表态不赞成守长春，并说：长春、吉林都是大城市，不利于防守，防线又宽，现在部队打得很疲劳，如果守长春，敌人从梅河口沿奉吉线插到吉林市，就会把我们的后方打得稀烂，不但长春守不住，非退到西满蒙古大沙漠不可，赞成撤出长春，一直退到松花江以北。彭真、林彪、周保中、萧劲光等与会的东北局领导人听取了罗荣桓的意见后一致同意撤出长春。会后，林彪继续留在范家屯指挥部队撤退，罗荣桓、彭真等回到长春，组织北方局机关由铁路退往哈尔滨。
然而，毛泽东不同意东北局退往哈尔滨，还按原定的守长春的想法来给东北局下达任务。5月23日，毛泽东电令彭真、林彪，要东北局守往长春和公主岭：

（一）望坚守公主岭。

 （二）如公主岭不能守，应坚守长春，以待谈判。

 （三）立即部署公主岭及长春的守备。

 （四）我们正在南京谈判让出长春，交换别的有利条件，但必须守住长春，方利谈判，否则不利。 
但此时东北局不守长春、直退哈尔滨已付诸行动了。林彪和彭真于当日分别给毛泽东回电如实汇报实际情况。林彪称：
我军自四平防线撤出后，连日一面抗击敌人，一面进行转移。白天受敌机轰炸，行军多在夜间，部队甚疲惫，被敌人切断掉队甚多，目前无法组织兵力进行战斗。已令各部如遇敌时，则向敌进路的侧面转移，避免单独决战。现具体敌情及各部具体情况，均无法得知，我电台正在转移中。 
彭真在回电中称：
长春方面幅员广大，周围地势平坦，我兵力不足，不可能固守。为避免被迫作战，我们（东北局）决定撤出长春。我们昨夜退出，现已抵哈尔滨，林仍率主力在前线指挥。
国军决策层，在东北视察的参谋总长白崇禧代表蒋介石的意见提出：只要打下四平，与共产党的谈判就有了面子，不必再北进长春。而杜聿明坚持要打长春，认为夺取四平后如果不乘势前进，必将前功尽弃，因为共军扩充非常迅速，国军却不能尽量补充，现在停战是对共军有利；还认为攻占长春等地有把握。最终杜劝说白崇禧同意了按原计划继续打下去，白本人则飞往南京向蒋介石请示。 
东北民主联军在撤退中大量出现逃兵，作戰科長王繼芳攜帶大批文件投奔国军，向国军泄露了东北民主联军的实际情况，使杜聿明一改以往谨慎用兵的做法，下决心调动其精锐部队以机械化为先导，分兵狂追北撤的民主联军，甚至企图将民主联军截留在松花江南岸加以歼灭。 
右路国军第52军一部于5月21日占领西安县城（今辽源市）。国军5月21日占领公主岭，5月22日占领范家屯，5月23日占领长春、海龙、德惠、农安。此后又沿长吉铁路占领九台、永吉。第88师一部沿松花江直扑小丰满发电厂。一擧佔領長春、吉林以下七十多個城鎮，為國共內戰中的「吉長之役」。蒋介石描述：“共匪当时溃败的情况，及其狼狈的程度，实与其在赣南突围（中共称为“长征”）逃窜时的惨状，只有过之而无不及。
东北民主联军5月下旬撤退的局势非常严峻。罗荣桓回忆说：“从长春撤退到哈尔滨时思想很混乱，全军无所措手足。无政府无纪律现象非常严重。各人搞各人的，各人抓各人的。有些同志把新招编来的伪满军队和新缴获来的武器，看成是自己的，不去充实和补充主力。这样的部队虽然有武器，但是很不巩固。敌人一进攻，散的散，叛变的叛变，给我们造成了很大的困难。” 黄克诚5月24日向中央致电报告：
从我所了解的东北部队部分情况及地方情况和我对今后作战意见略报如下：

（一）从三月下旬国民党进攻起，到长春撤退，我军除南满外，总伤亡1.5万人，仅西满四个旅及一部地方部队伤亡达7,000左右，七、十旅连排干部大部换了三次，部分营级干部亦换三次，团级干部伤亡尚小，有些部队元气受到损伤，不经整训已难作战。

（二）部队从四平撤退尚有计划，长春撤退则已有些混乱。西满四个旅，一个旅到北满，一个旅到东满，两个旅到西满，其他各部情况不明。部队非常疲劳，有些战士撤退时走不动，不愿跟走；干部因长期支持着，亦极倦怠。

（三）干部中一般情绪不高，特别是营以下干部一般有很大厌战情绪，伤愈后不愿归队。比较好的则要求到地方工作，坏的很多逃跑、作生意、作手工，有些干部则装病到后方。这些现象是抗战八年所未有，主要是由于后方工作太差。但干部在长春撤退前逃跑尚少，在战场上一般均积极勇敢。

（四）地方工作在西满只有法库、康平、昌图。通辽几县比较普遍的有初步基础，其他各县除县城外，乡村中有些则有了点工作，有些则完全没有工作。土匪问题尚未解决，长、哈、齐占领后，西满散匪达五万以上，进剿很难消灭，灭窜则做了。因为集中兵力在四平，亦无较多部队进剿，地方武装有部分尚不巩固。地方工作进展迟缓，是由于时间短、干部少、土匪多及干部恋着城市不肯下乡。工作作风亦有毛病等。分配土地农民情绪很高，但提得较迟，一时难普遍开展。故从西满说，我们尚无广泛的、有组织的群众基础。

（五）整个军队与地方干部，除一部先进者外，一般渴望和平而厌战。从承德来之干部，几无愿在乡村工作者，都要求到长春、哈尔滨去。军队干部则很多要求休养，做后方工作，做地方工作。一般的战士艰苦精神比之内战与抗战时代都差了很多。
在目前情况下，我们的作战方针不能死守城市。……应以消灭敌人为主，应避免被动的守城战，采取主动的歼敌。而目前争取一个时间来整理部队，恢复疲劳，提高士气，剿清土匪，发动乡村群众为最有利。待敌分散后作战，即失掉一些城市，这样做亦较稳妥。 
5月26日，东北局向中央汇报民主联军情况并请示今后作战方针：“东北我军经长期苦战，主力甚为疲惫。敌已占四平至长春线及郑家屯、西安至海龙线。我西满、北满甚为空虚。同时东、西、北满土匪尚未剿清，今又乘虚弥起，现敌向我军前进，我甚难作有力抵抗。今后作战方针，请中央指示。” 5月27日，毛泽东复电东北局：“目前军事方针，除以一部与敌保持接触，给以扰乱及破路外，主力应不怕丧失地方，脱离并远离敌人，争取时间休整补充。外交方针已告恩来，我方让步至长春双方不驻兵为止，此外一概不能再让，美蒋要打由他们打去，要占地由他们占去，我方绝不承认他们的打与占为合法。总之东北是未了之局，我党必须准备长期斗争，最后总是要胜利的。 ”
5月29日林彪在给吉辽军区领导人周林陈并曹的电报中说：你们炮兵团的直属队，及一门榴弹炮，共500多人，其中大部分为革命的韩国人，另有十余日本人，因未接到你们撤退命令，在吉林附近被敌机械化步兵追上，全部被俘。此为我军进入东北，惟一的被歼的事实。5月30日，林彪致电东北局指出：“我在吉林附近渡江部队被敌机械化部队切断，有四个团未渡江来。该四部无电台、无地图、无群众的引路报信，并在土匪的扰乱下将遇到很多困难。而且渡江之诸部队建制皆不完全，逃亡与疲惫现象极严重。”5月31日，黄克诚向中央发电汇报：“毛主席：东北情况很混乱，很难阻止敌人占齐齐哈尔和哈尔滨，假使退出哈齐，能取得和平停战，则坚决退出求得停战，来整理内部，以求再起，时机紧急，请考虑。”６月1日，彭真、罗荣桓、高岗致饶伍叶周并中央的电报中说：我军自四平撤至公主岭附近时，敌以多路平行纵队各附汽车坦克向我追击，其受我抵抗之路则停止，而他路则进行包围，飞机进行放肆轰炸，故被割断我部队甚多，至今尚存数团，数个营，数个连，落在敌后面，尚不知去向。６月1日，林彪在给中央周张谭的电报中说：“准备游击放弃哈尔滨。”6月2日，东北局在给“中央并林”的电报中说：“我们准备放弃哈尔滨”，“我已告辰兄准备退出”。6月2日林彪又一次致电东北局指出：被敌隔断尚未找得之部队，梁兴初缺一个团，罗华生部缺一个营，万毅部缺四个营。万部减员最大，有的团只剩得半数。 
林彪撤退到舒兰后旧患病复发病倒。不过中共在东北也做了局部反击，5月底鞍海战役中六十军第184师2700余人在海城起义。6月初东北民主联军在拉法、新站战斗中获胜，阻止了国军深入延边的势头。
东北国军“战略受政略影响，专注重城市及交通线之占领，忽略歼灭共军主力”。国民政府应美国总统特使乔治·马歇尔的强烈要求，结果蒋介石极有争议的下了六月停戰令停止追击，错过了国共内战中影响双方最终命运的机会。6月国共双方在南京的谈判没有取得任何进展。6月下旬开始国共双方重点转移至中原战场，至10月中旬，东北双方一直无大战事。